# Andrea di Tessalonica
Andrea di Tessalonica (V secolo – VI secolo) è stato un arcivescovo bizantino, metropolita di Tessalonica dal 494 al 499.

## Biografia
Metropolita di Tessalonica, simpatizzò per lo scisma acaciano, ma presto si riconciliò con papa Felice III. Accolse però Fotino e fu tacciato di eresia.